# ألما مالر
ألما مالر (بالألمانية: Alma Mahler)‏ (و. 1879 – 1964 م) هي ملحنة، ورسامة، وكاتبة سير، وعارضة، وكاتِبة، وموسيقية من النمسا، والولايات المتحدة، ولدت في فيينا، توفيت في نيويورك، عن عمر يناهز 85 عاماً.

## روابط خارجية
- ألما مالر على موقع الموسوعة البريطانية (الإنجليزية)
- ألما مالر على موقع ميوزك برينز (الإنجليزية)
- ألما مالر على موقع أول ميوزيك (الإنجليزية)
- ألما مالر على موقع ديسكوغز (الإنجليزية)